# مشاور مد

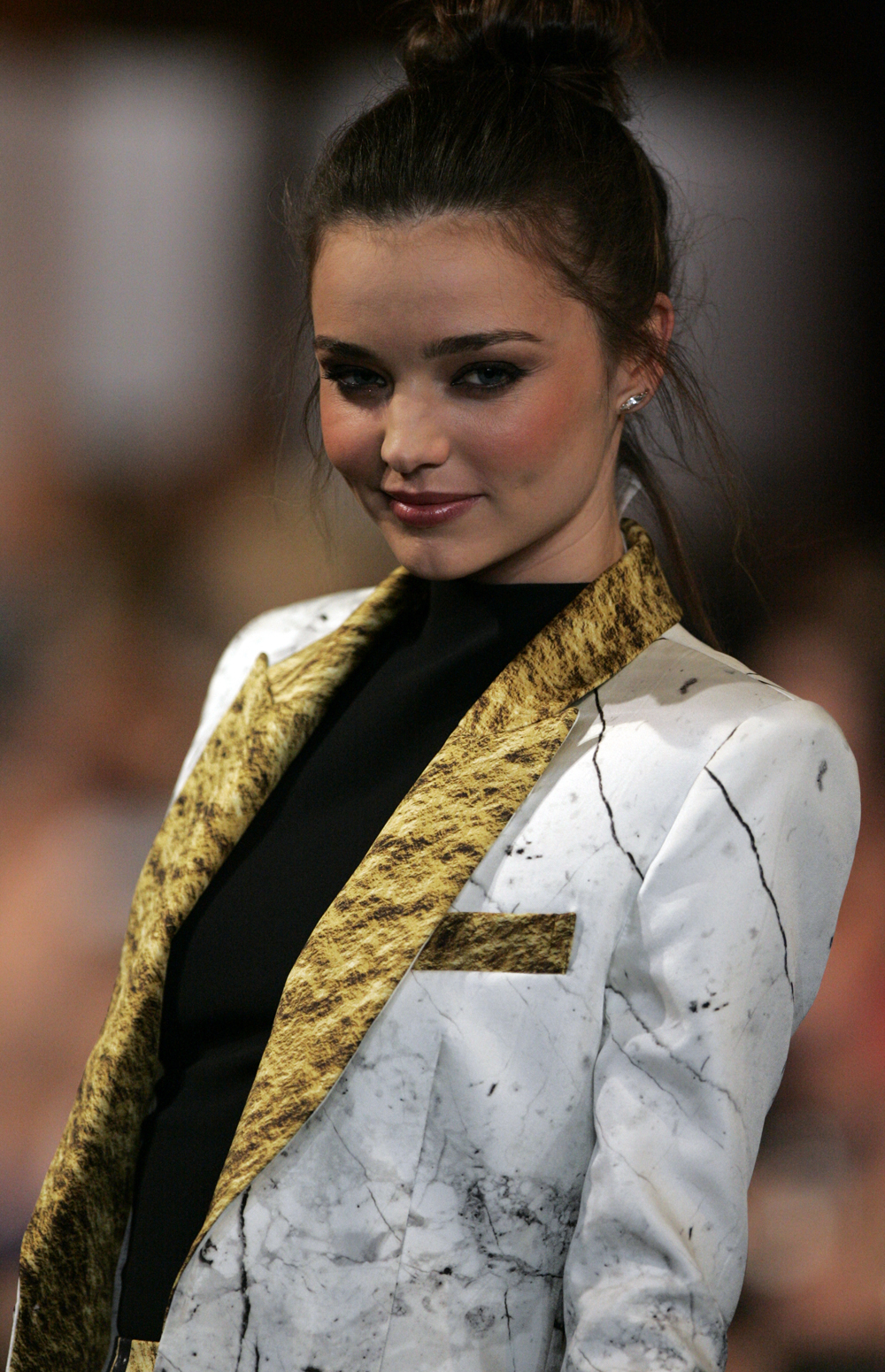
میراندا کر در سال ۲۰۱۳، او یک تیم از مشاوران مد برای حاضر شدن در مراسم‌ها دارد

مشاور مد (انگلیسی: Wardrobe stylist) یا به اصطلاح فشن استایلیست به شخصی گفته می‌شود که دارای دانش و خلاقیت برای انتخاب و هماهنگی رنگ‌ها ومدل لباس واشیا زینتی است.
مشاوران مد معمولاً بخشی از یک تیم عکاسی، گروه کارگردانی و تیمی اجرای مراسم‌های رسمی مثل فرش قرمز و... هستند.